# Homeserve
HomeServe est une entreprise spécialisée dans les services pour la maison, notamment l'installation, l'assistance et le dépannage, ainsi que les réparations dans les domaines de la plomberie, de l'électricité, du chauffage, du gaz, de l'électroménager et des objets connectés.

## Présentation
HomeServe est créé en Angleterre en 1993 par Richard Harpin.
L'entreprise est implantée dans cinq pays en Europe (Royaume-Uni, France, Belgique, Italie, Espagne) ainsi qu'aux États-Unis et au Canada.

## Filiale française
En France, Domeo est créée en 2001, il s'agit d'une coentreprise avec Veolia qui commercialise des contrats d'assistance dans le domaine de l'eau (fuite d'eau, plomberie). Elle est cédée en 2011 au groupe britannique Home Serve.
En 2016, Doméo devient HomeServe, filiale française du groupe anglais. En 2018, le groupe fait l'acquisition de l'entreprise Electrogaz,. 
L'entreprise vend des assurances et des offres de mise en relation avec des professionnels pour divers problèmes domestiques (eau, énergie, banques, assurances, commerce en ligne),. 
En 2016, l'entreprise emploie 450 salariés à Lyon et à Paris. Elle est présidée par Guillaume Huser depuis avril 2015. La société réalise 113 millions d'euros de chiffre d'affaires.

## Activités
L'entreprise commercialise des contrats d'assistance pour les particuliers (locataires ou propriétaires) : solutions d'assistance et de dépannage pour la maison (eau, électricité, gaz, chauffage, climatisation),.
Elle propose également de l'assistance pour les propriétaires bailleurs : service de réparation en cas de sinistre dans le logement loué.
Depuis 2016, un service de dépannage à la carte et d'urgence permet un service en ligne à la demande.

## Polémiques et litiges
Un journaliste de la Voix du Nord avait pointé en 2013 le ton particulièrement anxiogène utilisé lors des campagnes marketing successives destinées à appuyer la vente des « contrats d’assistance réparations fuites ». Le ton inapproprié des messages publicitaires a été souligné dans une étude publiée en 2013 par l'UFC-Que Choisir, étude qui soulignait également le manque de clarté des exclusions des contrats d'assurance « fuites d'eau »,. 
En juin 2014, l'association CLCV dépose plainte contre Doméo ainsi que contre d'autres acteurs du domaine de la fourniture d'eau en France ou opérant en tant que fournisseurs de services liés à la fourniture de l'eau. La CLCV vise en particulier les assurances « fuite d'eau » et les clauses litigieuses qu'elles comportent, qui, ajoutées aux dispositions légales de 2011 et 2013 sur la surconsommation, au fait qu'elles font double emploi avec la multirisques habitation, et aux nombreuses exclusions restreignent l'intérêt pour les clients de souscrire de tels contrats.